# École de Termonde
L'École de Termonde désigne, à la fois le centre géographique et spirituel d'une colonie de peintres paysagistes travaillant à Termonde, en province de Flandre-Orientale, en Belgique, et le désir de ceux-ci de travailler « en plein air et d’après nature » à partir des années 1860 et jusqu'en 1940.
L'École de Termonde, représentée par deux générations d'artistes, puise sa filiation dans l'impressionnisme.

## Histoire

### Contexte de création
L'impressionnisme belge trouve ses origines dans le réalisme national, lui-même influencé par le réalisme français à travers Gustave Courbet. Même s'il suit l'influence de l'école de Barbizon et d'Édouard Manet, l'impressionnisme prend une tournure particulière en Belgique. Il s'appuie sur les traditions nationales. Les peintres Guillaume Vogels (1836-1896) et Franz Courtens (1854-1943) constituent des exemples d'artistes s'intégrant à cet impressionnisme indigène. L'impressionnisme belge se situe donc entre 1880 et 1905. La branche à laquelle appartiennent ceux qui entrent dans l'histoire de l'art sous le nom de luminisme entre 1905 et 1930.

### Pionniers
Selon Prosper Bosteels, l'École de peinture de Termonde est principalement née de la nomination de Jacques Rosseels comme directeur de l'académie en 1865. Les pionniers de l'École de Termonde, le terme étant utilisé en 1899 par le critique d'art Octave Maus, sont Jan Verhas (1834-1896), Frans Verhas (1827-1897), Jacques Rosseels (1828-1912), Isidore Meyers (1836-1916), professeurs à l'Académie de Termonde, Henri De Beul (1845-1900), Frans De Beul (1849-1919) et Franz Courtens (1854-1943), luministe et figure clé de ce mouvement,. 
Bien que Meyers et Rosseels ont déjà représenté l'Escaut, leurs successeurs tels que Courtens et Louis Jacobs de Termonde discutent souvent de ce thème. Courtens aime représenter les sous-bois. Il montre également des béguinages, mais aussi des animaux et des personnages. Des artistes tels que Théophile Bogaert, Louis Jacobs, César Beeckman et Frans De Beul se situent entre Meyers et Rosseels d'une part et Courtens d'autre part. Ils représentent une transition vers la seconde génération.

### Seconde génération
La seconde génération d’artistes va de plus en plus s’éloigner des objectifs initiaux. Vers 1940, l'école est à bout de souffle.
La seconde génération de cette école continue à développer la peinture de paysage à Termonde. Elle comprend Adolf Willems (1866-1953), Franz Callebaut (1856-1930), Maurits Vander Cruyssen (1873-1942), Jan Maes (1876-1974) et le triumvirat composé par Léon Spanoghe (1874-1955), Herman Broeckaert (1878-1930) et Pieter Gorus (1881-1941).

## Caractéristiques
Les thèmes de prédilection des artistes de l'École de Termonde sont les paysages des bords de l'Escaut et de la Dendre, la nature étudiée dans une approche pleinairiste. Les horizons de verdure se déroulent à l'infini, sous des nuées tumultueuses, des nappes d'eau s'ouvrant au lent passage des barques, de sinueuses allées de noyers. Le canal de Termonde a inspiré à Franz Courtens une de ses plus belles toiles. La caractéristique de l'application riche de la peinture, autrement dit la peinture grasse, est considérée comme une marque importante de l'École de Termonde. Le mouvement est d'essence naturaliste et prône une peinture saine et franche .

## Postérité
À l'Hôtel de ville de Termonde, de nombreuses œuvres de peintres de l'École de Termonde sont exposés. De 1971 à nos jours, plusieurs rétrospectives consacrées aux peintres de Termonde sont organisées dans la ville.